# Empedoklész
Empedoklész (görög Ἐμπεδοκλῆς, Akragasz, Szicília, kb. i. e. 495 – i. e. 435) ókori görög filozófus, orvos, vallási tanító. Legendás misztikum övezi életét és halálát, amit lélekvándorlási tanával maga is propagált.
Hérakleitosz és Parmenidész tanításaiból merítve négyelemes, bizonyos elemeiben a püthagoreusokéval rokon kozmogóniát épített fel. Négy elem: a víz, a levegő, a tűz és a föld keveredéséből tételezte fel a világmindenséget, a keveredés változó arányait és mozgását pedig az ugyancsak anyagi eredetű Szeretet és Viszály hatásának tulajdonította.  A világ és az élőlények történetét négy nagy szakaszra osztotta úgy, hogy az egyesülések és a szétválások ellenére az egészet folyamatosnak és állandónak tartotta: az 1. fázis a szfairosz (gömb), itt a Szeretet működik, a 2. szakaszban kezdődik el az elkülönülés, és jönnek lét-re a világok. Állítása szerint mi magunk is ebben a fázisban élünk. A 3.-ban győz a Viszály (neikosz), megszűnik az egy-ség, s a harc uralkodik. A 4.-ben újra megjelenik a Szeretet, és visszaállítja az egy-séget, majd kezdődik az egész elölről vég nélkül. Ez a periodikus oszcilláció, amit Empedoklész tételez, nagyon nagy hasonlóságot mutat a hindu létfelfogásnak a filozófiájával, de ráhatása volt Nietzsche örök visszatérés gondolatára is.
Igyekezett megmagyarázni az érzetek keletkezését és a gondolkodást is. Peri phüszeósz (A természetről), illetve Katharmoi (Tisztulások) című, mintegy 5000 sor terjedelmű tankölteményei töredékesen maradtak fenn.

## Élete
Empedoklész született i.e. 497.-ben, meghalt 432.-ben. ( Diogenész Laertiosz (VIII. 74) szerint – a 84. olimpiász idején (i. e. 444–441) volt élete teljében, születését ennek alapján tehetjük az i. e. 5. század elejére. ). Életéről keveset tudni. Jómódú akragaszi (ma Agrigento, Olaszország) családba született. Apját Métonnak, apai nagyapját – aki a hetvennegyedik olümpia (i. e. 496–495) egyik győztese volt – pedig ugyancsak Empedoklésznak hívták. Szimplikiosz Theophrasztoszra hivatkozva említi, hogy Empedoklész Parmenidésznek volt csodálója és tanítványa, s még inkább a püthagóreusoknak.
Diogenész Laertiosz (VIII. 63) számol be Arisztotelész állításáról, miszerint Empedoklész állítólag visszautasította szülővárosának királyi méltóságát. Diogenész Laertiosz egy másik, forrás megjelölése nélkül előadott megjegyzése (VIII. 66) szerint az, hogy három évvel megalapítása után feloszlatta az Ezrek egyébként ismeretlen gyűlését, annak bizonyítéka, hogy szimpatizált a demokratikus törekvésekkel.
Ugyancsak Diogenész Laertiosz feljegyzései szerint Empedoklész halálát misztikum övezte: egyesek szerint „égi világosság” rabolta el, más elbeszélés szerint tűzbe vetette magát. A legismertebb történet azonban arról szólt, hogy istenné válásának bizonyításául Empedoklész az Etna kráterébe vetette magát. Bronz szandálját állítólag megtalálták a kráter szélén. Olyan történet is ismeretes, hogy lovas balesetben halt meg.

## Művei
Nem tudni bizonyosan, hány művet írt. Diogenész Laertiosz A természetről és a Tisztulások című művek mellett – mindkettőjük terjedelmét ötezer hexametersorban állapította meg – megemlít egy hatszáz soros Orvosi értekezést, továbbá említést tesz Empedoklész tragédiaszerző tevékenységéről is. Arisztotelész szerint 43 tragédiát és néhány politikai tanulmányt is írt. A hexameteres verselés melletti döntése valószínűleg egyrészt Parmenidész befolyásának tudható be, másrészt – különösen a Tisztulásokban, az ember bukásáról szóló részekben – pedig Hésziodosz epikus stílusának, amelynek ugyancsak sokat köszönhetett Empedoklész.
Két fennmaradt művének a címe – A természetről és a Tisztulások – valószínűleg nem eredetiek. A fennmaradt töredékek az eredeti művek egyötöd részét sem érik el, ennek ellenére a többi preszókratikusénál Empedoklész töredékei terjedelmesebbek, így több értelmezési alapot is biztosítanak. A töredékek értelmezését megnehezíti, hogy nem tudni pontosan, melyikük melyik könyvből származik, miként ahogy problémás a költeményekben elfoglalt sorrendjük meghatározása is.

## Természetfilozófiája

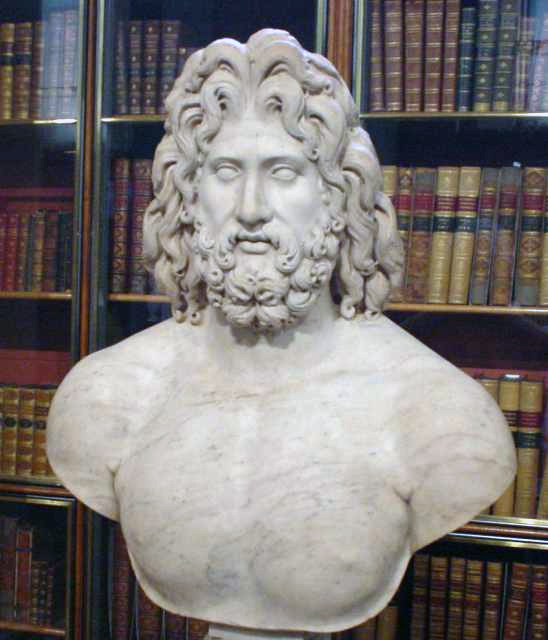
Zeusz a „Tűz” egyik exemplifikációja Empedoklésznál

### Empedoklész létezői: a négy elem
Empedoklész természetfilozófiai gondolkodásában „minden dolog négy gyökerének” az őselemeket tartotta: a Thalész által megnevezett vizet; az Anaximenész által megnevezett levegőt, a Hérakleitosz által megnevezett tüzet, és ezekhez negyedikként a földet adta. A négy gyökér formális bevezetésével a DK  Emp B 6. töredékben találkozunk:
| „                                              | Mert először mindennek a négy gyökerét halld: ragyogó Zeusz, életadó Héré és Aidóneusz, meg Nésztisz, aki könnyivel áztatja a halandó forrást. | ” |
| – Aétiosz: De placitis philosophorum (Emp. B6) | |   |

Az ok pedig, amiért Empedoklész pontosan négy elemet jelölt meg alapelemnek és nem többet vagy kevesebbet, valószínűleg abból adódott, hogy a természetben megfigyelhető dolgok négy halmazállapotban fordulnak elő: cseppfolyós (víz), szilárd (föld), gáznemű (levegő), tűz (ami egy külön kategóriát alkot). A négy gyökér legfontosabb tulajdonságairól, arról a parmenidészi alapkikötésről, miszerint a nemlétezőből nem jöhet létre létező és fordítva, a DK  Emp B 17 fragmentum 30. és 35. soraiban olvasható: az elemek nem keletkeztek és nem is pusztulnak el soha. Empedoklész tehát minden változtatás nélkül elfogadta Parmenidész nemlétezőről szóló tanítását, ezért ő is a létező egységéről beszél. Egységről abban az értelemben, hogy van a létező, és rajta kívül nincs semmi. Arisztotelész feljegyzése szerint, Empedoklész volt az első gondolkodó, aki négy elemet állított létezőnek, s bár a püthagoreusok már az i. e. 5. század végén felismerték az elemek négyességét, azonban ők nem tekintették végső princípiumoknak őket. Annak ellenére, hogy tudjuk, nézeteik jelentős befolyást gyakoroltak Empedoklész gondolkodására, nem mondható meg teljes bizonyossággal, hogy melyikük volt az első ezen elmélet kimunkálásában. Azonban a négyesség gondolata akár Homéroszig (i. e. 8. század) visszavezethető. Műveiben felismerhető a világ négyes tagolása: az olümposzi istenek világa (levegő), az emberek világa (föld), Poszeidón birodalma (víz) valamint Hadész alvilága, melyet a homéroszi leírás alapján a tűzzel lehetne párosítani.
Mindebből látható, hogy az ókori görög emberek körében a világ négyességének gondolata nem volt idegen. Elődeivel ellentétben Empedoklész azonban nemcsak állította elemek létezését, hanem bizonyította is: a víz, a tűz és a föld empirikusan érzékelhető dolgok, ezért létezésük bizonyítása nem igényel különösebb erőfeszítést, azonban nem így van ez a láthatatlan, tapinthatatlan levegővel. A levegő létezését a lopótök segítségével, a korában időmérésre használt klepszüdrával bizonyította: ha a klepszüdra egyik végét befogva, vízzel teli edénybe süllyesztjük, a víz mindaddig nem fog behatolni, amíg az ujjunkat a felső nyíláson tarjuk. Az, hogy a víz addig nem hatol be a lopótök belsejébe, amíg az ujjunkat el nem vesszük a másik végéről, bizonyítja, hogy nem üresség/semmi van benne, hanem valamilyen létező elem: a levegő (DK  Emp B 100, 9–15).
Az empedoklészi elemek egy másik fontos tulajdonságát Arisztotelésztől tudjuk meg: a négy gyökér nemcsak, hogy örök létező, de változatlan is, azaz nem alakul át egyik a másikba, vízből nem lesz levegő, vagy tűz, vagy föld és fordítva sem. Ugyancsak ezen a helyen arról is tájékoztat Arisztotelész, hogy Empedoklész a négy elemet egymással egyenlőnek állította. Arisztotelésznél, akinél a kozmosz elképzelhetetlen az ellentétek léte nélkül, lehetetlennek tartotta Empedoklész elemei közötti egyenlőség fennállását. Ugyanis – állítja Arisztotelész – az összehasonlítható dolgokban kell lennie valami azonosnak, ami alapján egymáshoz tudjuk mérni őket. De ha a mennyi vonatkozásában mégsem hasonlíthatók össze, abban az értelemben, hogy ennyiből meg ennyiből ennyi meg ennyi lesz, akkor a képességeik szerint kéne, hogy összehasonlíthatók legyenek: „például hogy egy kotylényi víz és tíz kotylényi levegő egyenlő mértékben képes hűteni” (Bognár László fordítása). Ha pedig mennyiségileg sem összehasonlíthatók, akkor egy valamilyen másik hasonlóságnak kell lennie a két dolog között, mint például: amilyen fehér ez, olyan meleg az. Az „amilyen… ez és ez” típusú összehasonlítások alanyai, a milyen tekintetében hasonlóknak, a mennyi tekintetében pedig egyenlőeknek kell lenniük, Empedoklész elemei azonban különböző természetűek, így nem beszélhetünk ilyen típusú összehasonlíthatóságról sem. Ezek azok az okok, amiért Arisztotelész szerint képtelenség az empedoklészi elemek egyenlőségéről beszélni.

#### A „négy gyökér” elnevezései
Annak ellenére, hogy Empedoklész a négy „gyökeret” istenek neveivel vezette be – ragyogó Zeusz, életadó Héra, Aidóneusz és Nésztisz – nem jelentette azt, hogy isteneknek is tekintette őket. Ugyanis, mint ahogyan John Burnet is megállapította, nem vallási célokból nevezte isteneknek, nem imádkozott hozzájuk és nem is áldozott nekik. A négy „gyökér” az empedoklészi rendszerben csak elemek, és nem alapelvek – amint ahogyan azt a milétoszi gondolkodók használták. A tanköltemény elején történő istenként történő bemutatásuk, egyrészt arra szolgált, hogy a filozófus rámutasson, mi is az, amit egy istenség hagyományos felfogásában helyesnek tartott, másrészt pedig az, hogy olyan képességekkel és tulajdonságokkal ruházza fel a még definiálatlan elemeket, amelyek képessé teszik őket a megillető tiszteletre. Ugyanakkor az istenek nevei gyűjtőfogalomként is funkcionálnak: mindaz, ami a mitológiából ismert isten hatalomkörébe tartozik, annak az egésze a négy gyökér. Azaz, nemcsak a víz, a tűz, a föld és a levegő, hanem ezek összes dünamiszai is. Ezért van az, hogy a tankölteményben a négy gyökér számos különböző megnevezésével találkozhatunk, pontosabban az adott elem a természetben előforduló különböző formáival, vagy esetenként sajátos tulajdonságaival. Például: tűzzel találkozhatunk úgy is, mint láng és úgy is, mint Nap (Héliosz és Elektor formában is), a víz előfordul, mint Nésztisz, mint tenger, és mint eső is, a levegő, pedig mint Héra és mint ég jelenik meg.
A tanköltemény során az elemek különböző exemplifikációi a következők:
- Tűz: ragyogó Zeusz (DK  Emp B 6); elkülönítő és szétbontó hatású, pusztító gyűlölet (DK  Emp A 19); meleg és fénylő Nap (DK  Emp B 21); gyorstagú Nap (DK  Emp B 27); élesnyilú Nap (DK  Emp B 40); földalatti tűz (DK  Emp B 52); szétválasztó (DK  Emp B 62) gyors és megszilárdító tűz (DK  Emp B 73); lobogó tűz, világító láng, kifele törő és finom szövésű fény, finom szövésű tűz (DK  Emp B 84); Héphaisztosz (DK  Emp B 96); megsemmisítő tűz (DK  Emp B 109), fénylő Na (DK  Emp B 115)p fékezhetetlen láng (d 11).
- Víz: könnyező Nésztisz (DK  Emp B 6); összeragasztó és szilárdító, egybefogó szeretet (DK  Emp A 19); sötét és hűvös eső; (DK  Emp B 21) tenger [sós víz] (DK  Emp B 27); sokhullámú tenger (DK  Emp B 38); zápor (DK  Emp B 50); a föld izzadsága; (DK  Emp B 55) eső (DK  Emp B 73); fában megerjedt víz = bor; (DK  Emp B 81) zápor (DK  Emp B 98); ezüstfehér víz; (DK  Emp B 100) sötét eső (DK  Emp B 111).
- Levegő: életadó Héra (DK  Emp B 6); magas (DK  Emp B 17); halhatatlanok (ambrota), meleg, sugaras (DK  Emp B 21); mindent körülfogó nedves levegő és Titán aithér (DK  Emp B 38); hosszú gyökerű aithér (DK  Emp B 54); fénylő levegő (DK  Emp B 98); tömeges, sűrű (DK  Emp B 100); isteni aithér (DK  Emp B 109); messzeterjedő levegő (DK  Emp B 135); felleggyűjtő levegő (DK  Emp B 149).
- Föld: Aidóneusz (DK  Emp B 6); föld, mint a szilárd dolgok eredete (DK  Emp B 21); cserjés erejű föld (DK  Emp B 27); határtalan mélységű föld (DK  Emp B 39); föld [mint szilárdság] (DK); , halandót burkoló föld, [föld, mint hús] (DK  Emp B 148).

### Az empedoklészi univerzum mozgatórugói: a Szeretet és a Viszály

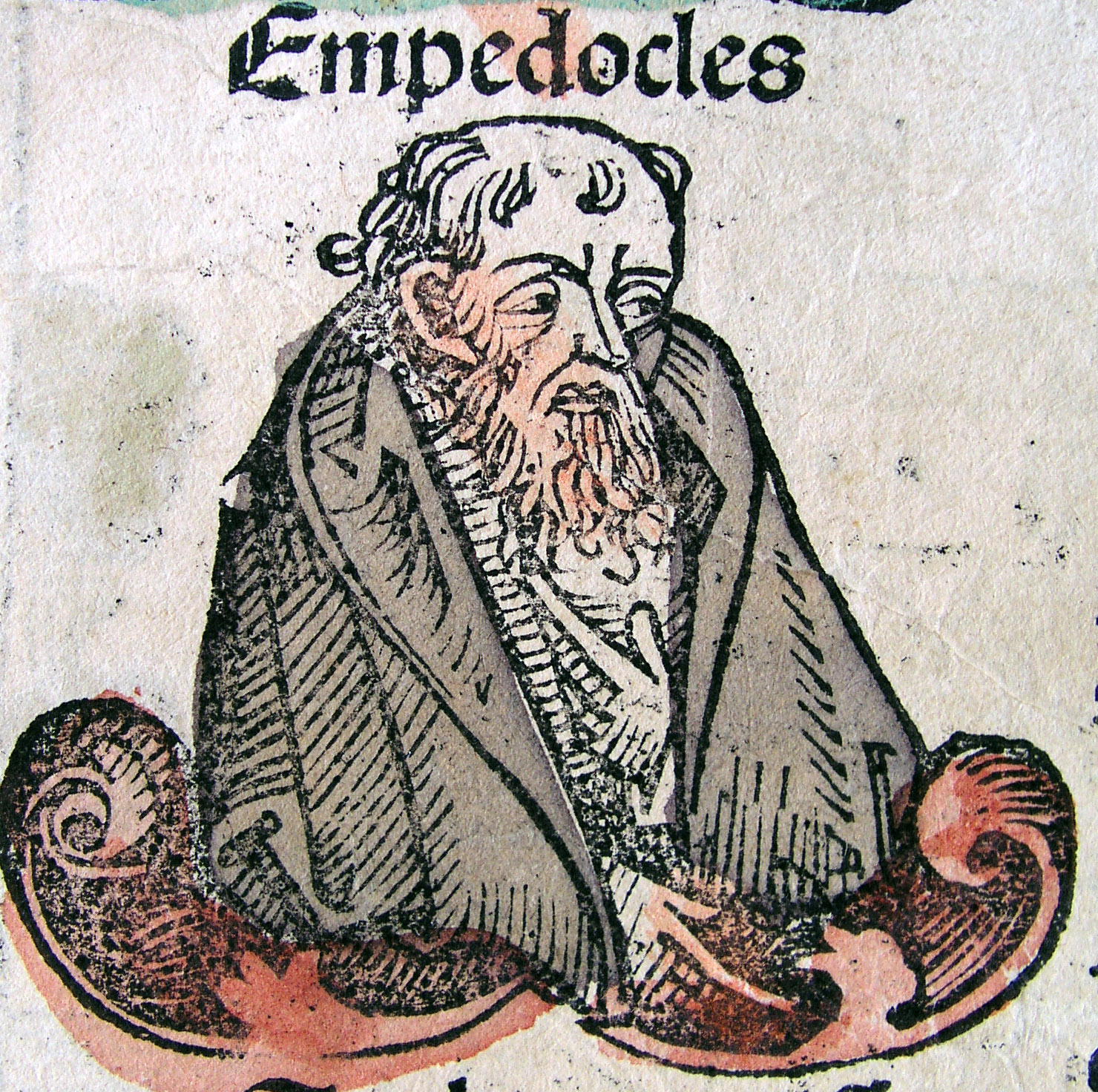
Empedoklész

Akárcsak ahogyan a négy gyökér esetében a tanköltemény során, a két univerzumot mozgató erő esetén is több elnevezéssel találkozhatunk. A mindent egyesítő erő megjelenik, mint Szerelem (Philóteti) (DK  Emp B 17, 7.), mint Barátság/Szeretet (Philótes) (DK  Emp B 17, 20.), mint Öröm (Gethoszunen) (DK  Emp B 17, 24.), mint Aphrodité vagy Küprisz, mint Harmonié (Ármonisz) (DK Emp A 18., Emp B 27., Emp B 96.), és úgy is, mint szülői szeretet (storgé) (DK  Emp B 105, 3.). Tulajdonságai pedig a következők: egyesítő (DK  Emp B 17, 7., B 26, 5.), hasonlóvá tevő (DK  Emp B 22, 5.), ártatlan/kifogástalan (DK  Emp B 35, 13.), isteni, összeragasztó/összeállító (DK  Emp B 96.).
A szétválasztó erő elnevezései pedig a következők: Viszály (Neikosz) (DK  Emp B 17, 8, 19), Harag/Zűrzavar (Kóto) (DK  Emp B 21, 7), Erisz Tulajdonságai: ellenségeskedő (DK  Emp B 17, 8., Emp B 26, 6.), pusztító (DK  Emp B 17., B 19., A 19.), szétválasztó (DK  Emp B 21, 7., B 22, 6.), őrjöngő (DK  Emp B 115., B 149.); romlott/perverz (DK  Emp B 20, 4.). A Szeretet és a Viszály elnevezések pont olyan exemplifikációk, mint a négy gyökér elnevezései. A név performatívuma és dolog dünamiszainak összességéből bontakozik ki a dolog a maga teljességében, vagy legalábbis az ember által megismerhető teljességében. Ezek ismeretében elmondható: a Szeretet mindaz az erő, ami összehozza a dolgokat és nyugalmat teremt; a Viszály pedig mindaz az erő, aminek hatására széthullás történik a kozmoszban.

### A létezők közti viszonyok
A négyelemes teóriákban az elemek különböző viszonyokban állhatnak egymással. Lehetnek ellentétpárok, mint ahogyan lokroi Philisztiónnál, ahol a négy elem két oppozíciópárt alkot: tűz (meleg) – levegő (hideg), föld (száraz) – víz (nedves), vagy különböző viszonyokban állnak egymással, mint ahogy Empedoklész esetében is látni lehet. Arisztotelész – aki szerint lehetetlen, hogy egy test érzékelhető ellentétpárok nélkül létezzen, az elemeket két oppozíciópár: a hideg – meleg és nedves – száraz segítségével magyarázta,– Empedoklész filozófiájában dualizmust vélt felfedezni. Meglátása szerint Empedoklész, bár négynek mondta az elemeket, mégis úgy használta őket, mintha csak ketten volnának, s így a tűznek a többi elemmel szembeni ellentétét tanította. De ha megfigyeljük az empedoklészi látáselméletet, láthatjuk, hogy tényleg állított valamiféle duális oppozíciót. De nemcsak a látáselméletben, hanem Empedoklész egész biológiájában a négy elem funkcionálisan két csoportra oszlik: a tűz és a víz alapvető elemek, a másik kettő instrumentális jelentőségű, semleges viszonyban álló elem. Amíg tűz a szétválasztó erő tulajdonságaival is bír, addig a víz az elemeket egybegyűjtő erő tulajdonságait mutatja.
A Szeretet és a Viszály, mint már nevükből is lehet rá következtetni szemben állnak egymással. A Szeretet az elemek egyesítésére törekszik, a Viszály pedig a szétválasztásukra, de akárcsak az elemek esetén, Empedoklész leszögezi, hogy hatalmuk ereje egyforma. A két erő egyenlőségéből következik, hogy egyik sem győzedelmeskedik a másik felett, vagy egyik sem tudja hatalmában tartani a másikat. Ellentétességükből következően azonban nem lehetnek egyszerre mindketten kiteljesedettek, így váltakozniuk kell: amikor az egyik hatalma teljében van, akkor a másik visszahúzódik és fordítva.

### Kozmológia
Parmenidész, abból a gondolatból, hogy csak Egy létező van, azt a következtetést vonta le, hogy a létező mozdulatlan homogén egység kell, hogy legyen. Empedoklésznak azonban nem imponált sem a mozdulatlanság, sem a homogén egység gondolata, és inkább arra törekedett, hogy a világban látható változásra magyarázatot keressen. Ha pedig változás van, akkor kell lennie valaminek, ami előidézi a változást, ami mozgásba hozza az elemeket. A mozgatórugóknak, a korábban említett Szeretetet és Viszályt nevezte meg.

#### A világban látható sokféleség létrejötte a négy elemből

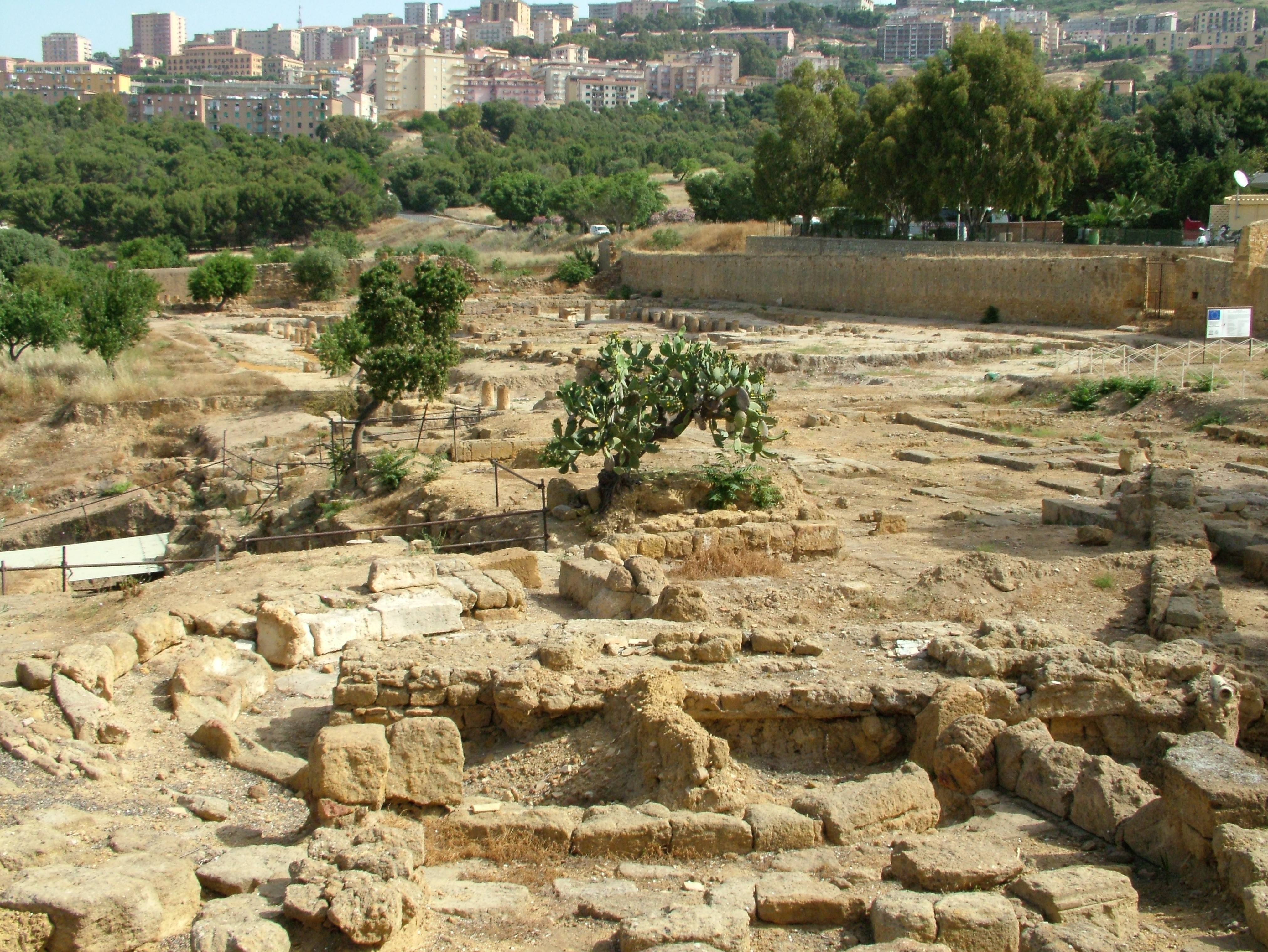
Az akragaszi agora romjai napjainkban

A látható világ sokféleségének magyarázatul Empedoklész, a gyökerek keveredését hozza fel:
| „ | Nem, egymagukban ezek vannak, de ahogy egymáson keresztülfutnak,: máskor mássá és mássá válnak és mégis mindenkor egyformák. | ” |
| – Simplicios: In Aristotelis Physica commentaria 157.25 (Emp. B17, (34–35)) ford. Steiger Kornél és Cziszter Kálmán | |   |

Ezzel az elméletével sikerül Empedoklésznak lehetségessé tennie azt, amit Parmenidész lehetetlennek tartott: lehet születésről és halálról beszélni úgy, hogy közben nem állítjuk azt, hogy a semmiből/a nemlétezőből keletkezhet létező és fordítva, a halál is lehetséges úgy, hogy a létező nem pusztul el. Ez volt az a gondolat, amelyet Empedoklész, Anaxagorasz és az atomisták is vallottak: lokális változás, de globális állandóság. Azoknak, akik kételkednének abban, hogy csupán négy elemből létrejöhetett a világban látható változatosság, Empedoklész a festő allegóriájával válaszol:
| „                                                                                              | Mint amikor fogadalmi táblákat színeznek a festők, az okossággal kitanított mesteremberek, miután kezükkel megragadták a sokszínű mérgeket és harmonikusan összekeverték, ebből többet másból kevesebbet, s mindenféléhez hasonlatos alakokat készítenek belőlük: fákat alkotva, meg férfiakat és asszonyokat, vadakat, madarakat meg vízzel élő halakat és, hosszú életű, a tiszteletre legméltóbb isteneket. Így a csalárdság túl ne járjon az eszeden, hogy azt hidd máshonnan van forrása a halandóknak, melyek nyilvánvalóan sokan vannak, hanem világosan tudd ezt, istentől hallva a beszédet. | ” |
| – Simplicios: In Aristotelis Physica commentaria 159.29 DK Emp B 23 (Steiger Kornél fordítása) | |   |

A gyökerek a teljes szeparáció befejeződése után, az egyre növekvő Szeretet idejébe érve, belépnek az örvénybe, ahol a Szeretet egyesítő erejének engedve elkezdődik a különböző elemek egymáshoz kapcsolódása. A gyökerek keveredése azonban nem kiegyensúlyozott: különböző arányokban alakulnak ki az első keveredett dolgok. Ezt követően azt találni, hogy az így kialakult keverékek további keveredését két dolog fogja meghatározni: egyrészt a Szeretet, másrészt a hasonló a hasonlóhoz elve. Minden dolog azzal keveredik szívesebben, amely a leginkább hasonló hozzá:

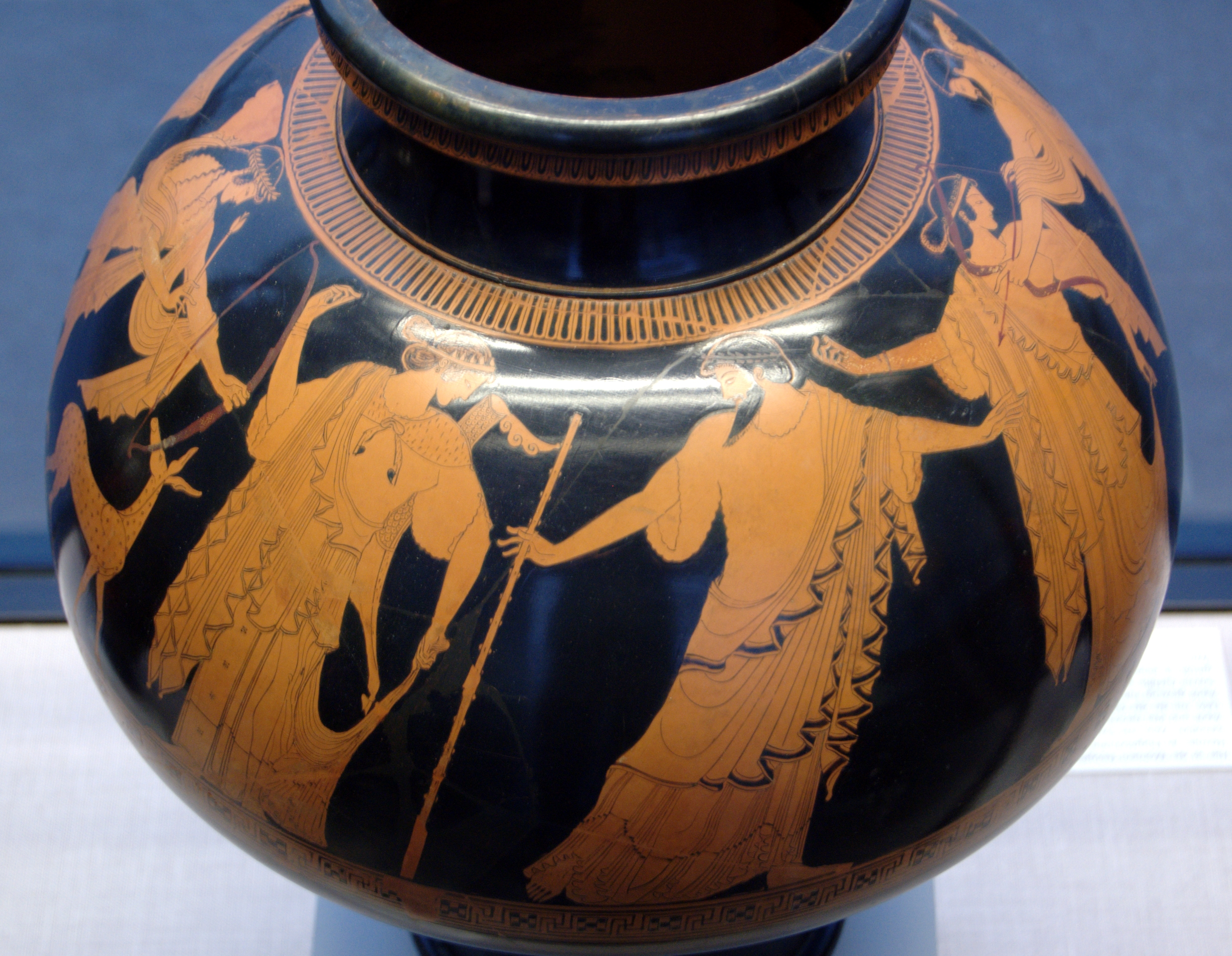
Akragaszi festett váza, Empedoklész korából

| „                                                                                           | Így az édes érinti az édest, keserű a keserűre ront, savanyú a savanyúhoz lép, forró a forróhoz fut. | ” |
| – Plutharcos: Questiones convivales IV.1.3 p. 663a (DK Emp B 90) (Steiger Kornél fordítása) | |   |

| „                                                                                                | A víz a borral… inkább keveredik, ám az olajjal nem akar. | ” |
| – Alexandros Aphrodisias: Questiones naturales II. 2.3. (DK Emp B 91) (Steiger Kornél fordítása) |                                                           |   |

Az egymással ellentétes természetű dolgok keveredése magától nem megy végbe, itt szükség lesz a Szeretet egyesítő erejére is:
| „                                                                                                | Mert egyetértésben kötődnek mindenek a saját részeikhez, a napfény, a föld, az égbolt meg a tenger, ami belőlük messze űzetve a halandókban létezik. Éppen így azok, amelyek inkább kerülik, hogy keveredjenek, szeretik egymást Aphroditétől hasonlókká téve. A legellenségesebbek azok, amelyek egymástól igen messze állnak keletkezésben, keveredésben és kialakított formában. Együvé kerülésük teljesen megszokatlan és idegen fájdalmas a Gyűlölet hatása miatt, amely keletkezésüket véghezvitte. | ” |
| – Simplicios: In Aristotelis Physica commentaria 160.26 (DK Emp B 22) (Steiger Kornél fordítása) | |   |

### Az empedoklészi kozmikus ciklus

Az empedoklészi kozmikus ciklus (illusztráció)

Empedoklész filozófiájának legfontosabb tanítása a DK  Emp B 17. fragmentumban olvasható. Itt bár már az első sorokban kihívóan ellentmond Parmenidésznek: „kettősen szólók” ellentétben az „Egyetlen út szó marad…” (DK Parm. B. 8, 1), az „olykor eggyé növekszenek” ellentétben a „nem olykor volt vagy lesz, mivel most van, minden együtt/…/hogyan és honnan növekedett volna?” (DK Parm. B. 8, 5 – 7), a gondolatsort mégis a parmenidészi metafizikával való egyetértéssel zárja: „örökké mozdulatlanok a körforgás során”.
A 17. töredék első öt sorából megtudható, hogy a többől egy keletkezik, majd az egyből több. A 6–8. sor arról informál, hogy ez a kettős folyamat szüntelenül ismétlődik, magyarázatként pedig a Szeretet és a Viszály hatalmának váltakozását hozza fel. A 12–13. sor arról az állandóságról beszél, ami az örök körforgás ellenére a világban van: a négy elemnek a Szeretet és a Viszály hatására létesült keveréke állandó mozgásban van az egy és a sok állapota között – ebből a nézőpontból az univerzum állandó mozgásban van. Azonban a keverék a körforgás során létező és ebből a szempontból az univerzum mozdulatlan, változatlan. Ezt követően (16–17. sorok) a görög retorikában gyakran használt elemét alkalmazza: megerősítés gyanánt megismétli egy korábbi gondolatát(B. 25: „És amit kell kétszer is helyes elmondani”), úgy, hogy a visszatérő gondolat gazdagabbá és többrétűvé váljék. A folytatásban Empedoklész a négy gyökérként azonosítja azokat az entitásokat, amelyek a születés ciklusában jelen vannak, majd tesz néhány megállapítást a ciklus mozgatóerőiről, a Szeretetről és a Viszályról. A Viszály és a Szeretet láthatatlan erő, azonban a Szeretet jelenléte mégis felismerhető az emberi élet során, „halandó tagjaiban is benne született”. S bár az emberek nem ismerik fel, mégis érzik a jelenlétét, és Aphroditéval vagy az örömmel azonosítják. A 26. sor a tanítás igazságát hivatott megerősíteni: amikor Parmenidész költeményében az istennő a halandók vélekedését ismerteti, akkor azt mondja: „A következőkben az emberek vélekedéseit ismerd meg, miközben szavam csalárd rendjét hallgatod” (B. 8, 51 – 52). Ezzel ellentétben Empedoklész azt mondja: „Te azonban hallgasd a beszéd nemcsalárd útját!” (B. 17, 35), ahol a „nemcsalárd” kifejezéssel arra utal, hogy Pauszaniasz a tanításon keresztül a való igazságot tudhatja meg, és nem a halandók vélekedését. A Viszály azonban hadilábon van az elemekkel, és inkább elkülönül tőlük (Vö. B. 17, 19).
A fragmentum következő gondolatmenetében választ kapunk arra, hogyan lehetséges az, hogy annak ellenére, hogy a Viszály inkább elkülönül az elemektől, mégis hatást gyakorol a világra. A magyarázat a két erő hatalmának az egyenlősége. A két erő a körbejáró idő átellenes pólusain helyezkedik el, pontosabban: a körbejáró idő különböző részeiben uralkodnak. Mikor a Szeretet hatalmának csúcspontján van, akkor a Viszály teljesen erőtlen. Ugyanez történik akkor is, amikor a Viszálynál van a teljes erő, ilyenkor a Szeretet elemekre gyakorolt hatása megszűnik.

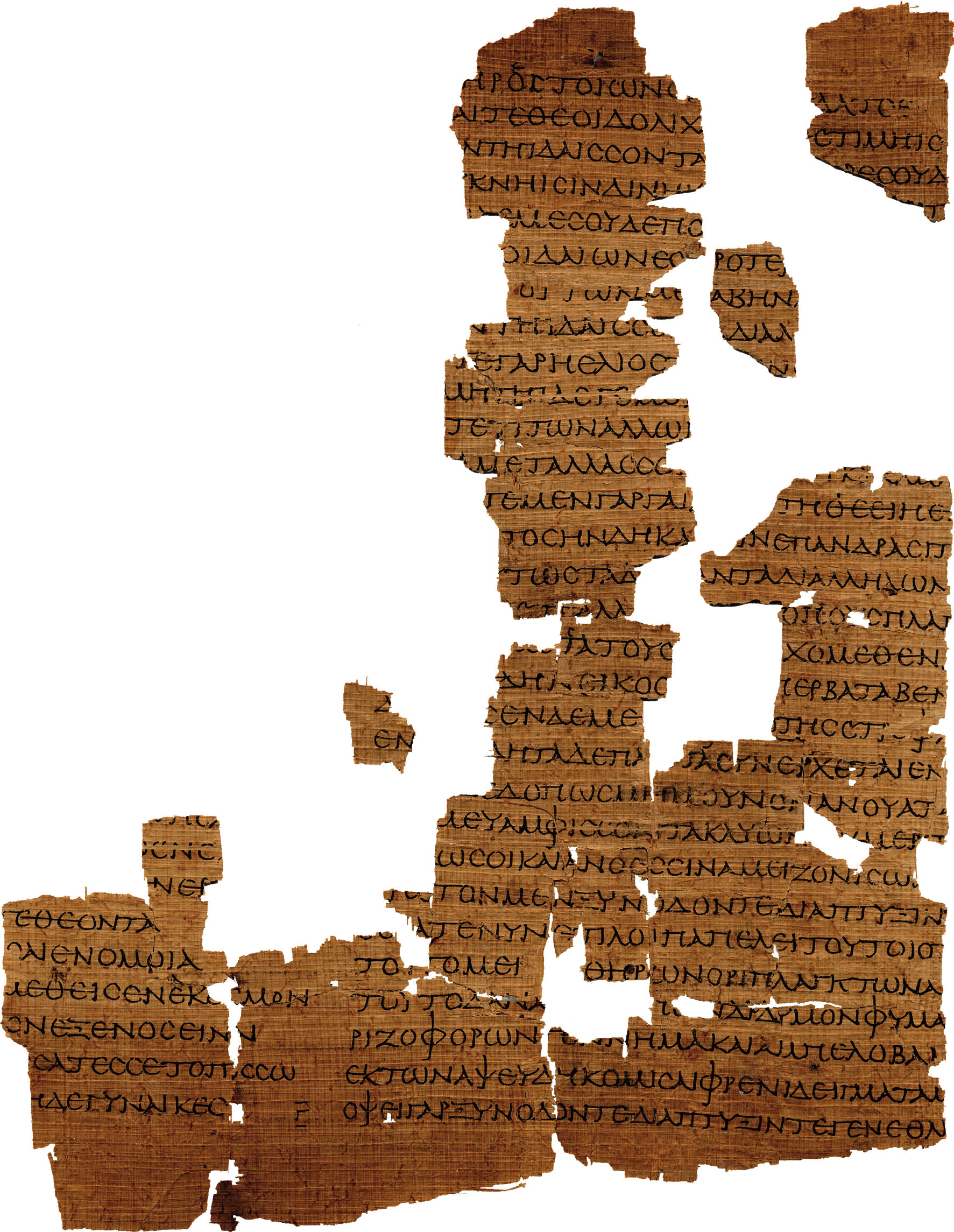
Az Empedoklész-papírusz egy lapja a strassbourgi Nemzeti és Egyetemi Könyvtárból

Hosszú időn keresztül, pontosabban egészen 1994-ig, a strasbourgi Empedoklész-papírusz feltűnéséig, az empedoklészi kozmológiával kapcsolatban nem volt egyetértés az elemzők körében. Abban sem értettek egyet, hogy Empedoklész hogyan képzelte el a két erő, a Szeretet és a Viszály helyét a kozmikus cikluson belül, de abban is nagy volt a vélemények különbsége, hogy mikor vannak nyugalomban az elemek, ha egyáltalán nyugalomban vannak. Ma már tudott, hogy a Szeretet a Viszály teljes hatalmának idején nem szorul a perifériára, ahogyan például Cornford és Wright feltételezte, hanem a kozmosz közepére tömörül (vö. a(ii) 17-20). Nyugalom pedig, ahogyan Arisztotelész a Fizikában mondta, a csak a Szféra idején van, máskor mozgásban vannak az elemek. A Viszály teljes uralmának az idején is, úgy ahogyan Plutarkhosz is írta, a négy elem elkülönült koncentrikus körökben helyezkedik el, és e szférákon belül gyors mozgást végez (vö. a(ii) 3-15).
Ugyancsak az új szövegrészekből lehet megtudni biztosan, amit eddig csak sejteni lehetett, nevezetesen azt hogy Empedoklész kozmológiája ciklikus volt. A töredék első soraiból kiderül, hogy a Szféra, a Szeretet uralma alatt álló isteni Gömb nem abszolút kiindulópont, hanem egy egyesülési folyamat eredménye. Az a(i) 6. sorából megtudható, hogy a Szeretet uralmának az idején az elemek „összegyűlnek”. Ahhoz pedig, hogy össze tudjanak gyűlni, nyilvánvalóan előtte külön kellett, hogy legyenek. A következő sor (a(i) 7) az elemek ismételt szétválásáról beszél, melynek okaként a Viszályt jelöli meg. A ciklikus kozmológia melletti további érvként Betegh Gábor a következőket hozta fel: „Az új szövegrészek erősítik azt az antik értelmezési hagyománnyal is egybehangzó interpretációt, amely szerint Empedoklész kozmológiája ciklikus volt. (…) Egy további érv ugyanezen töredék egy későbbi részéből származik. Empedoklész ezekben a sorokban a kozmikus hatalomváltás történéseit írja le: a Viszály a mindenség közepéhez közelítve eléri hatalmának csúcspontját, majd a következő pillanatban a középpontba szorított Szeretet kifelé terjedve elkezdi egységesítő munkáját. A szövegrészben – az egyetlen metrikailag lehetséges rekonstrukció szerint – az igealakok conjunctivusban szerepelnek. Ez pedig csak úgy értelmezhető, hogy az itt leírtak nem egyszeri, hanem ismétlődő történésre vonatkoznak.”
Tehát Empedoklész világában nincs kiinduló, eredendő állapot, mint ahogyan végső állapot sincs. A kozmosz négy különböző korszaka a következő:
- Az elemek teljesen összevegyültek, és mindenható Szeretet hatol át mindent, egyesítve az összes gyökeret. Ilyenkor a gyűlölet a körforgás szélére szorul. Ez a korszak a szeretet uralma: a nyugalomé, a teljes homogenitásé, a tökéletes Szphairoszé.
- A gyűlölet behatol az elemek közé és bomlasztani kezdi a köteléket. Ez a korszak a gyűlölet támadása: a kezdődő heterogenitásé.
- A gyűlölet uralmának a korszakában az elemek teljesen szétválnak egymástól és rendszertelen mozgást végeznek. Teljes a gyűlölet uralma: teljes a heterogenitás.
- A szeretet ereje ismét növekedni kezd, melynek hatására a különvált elemek keveredni kezdenek egymással. Ez az állapot a homogenitás kezdete.

A fenti felsorolásban az is látható, hogy miben különbözik Empedoklész Gömbje a Parmenidészétől: abban, hogy halandó. Azonban mindketten isteni természetet tulajdonítottak neki, s így csatlakoztak Xenophanész (i. e. kb. 570–475) antropomorf istenkép ellen intézett támadásához.

## Zoogónia

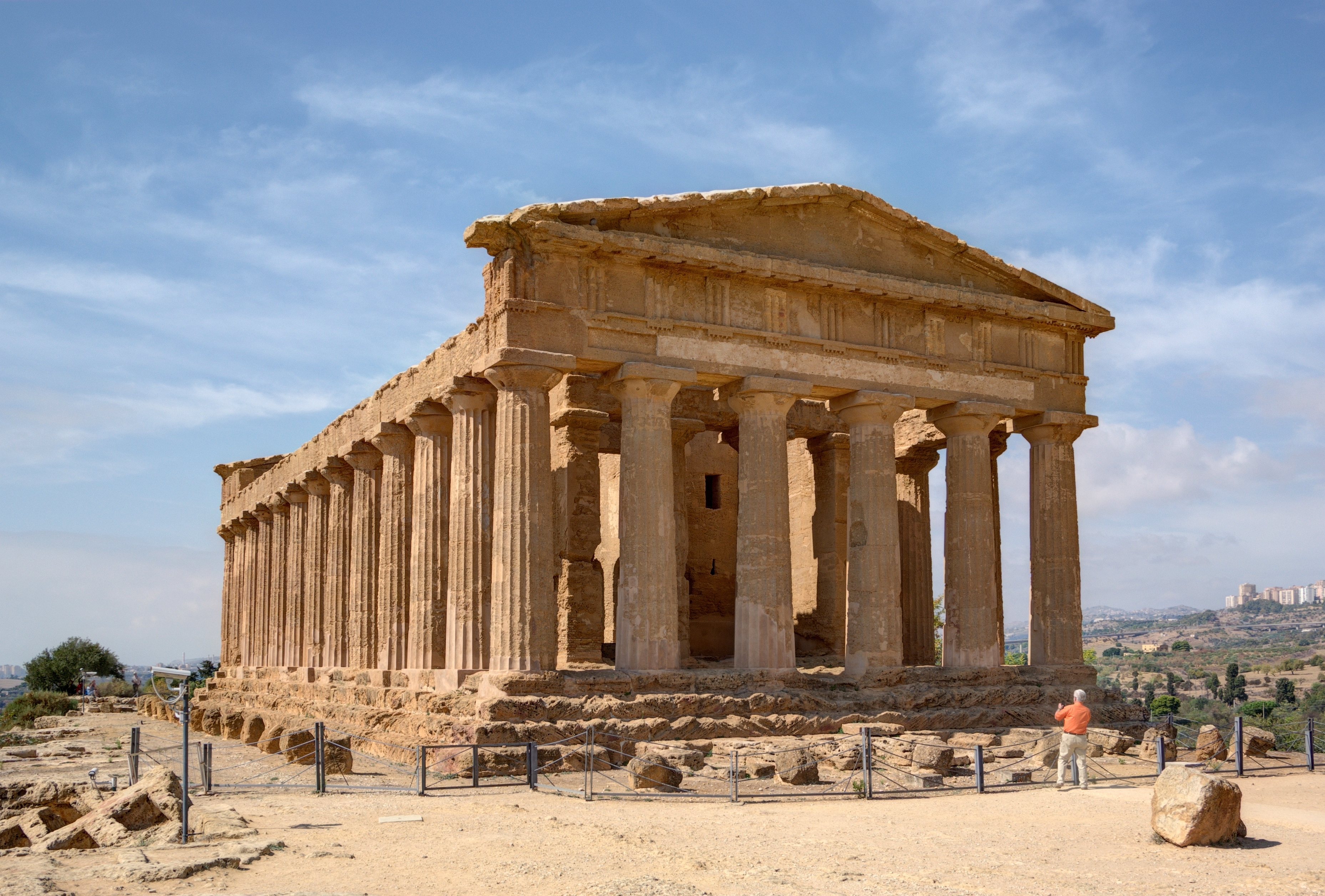
Akragaszi Konkordia-templom romjai

Ugyancsak jelentős vitakérdés, hogy Empedoklész kozmológiájában egy vagy két zoogóniai folyamat zajlik-e le. A kérdés az, hogy az élőlények kialakulása melyik periódusra tehető. A Szféra felbomlása után, a növekvő Viszály időszakára, vagy ezzel ellentétben a növekvő Szeretet egyre erősödő hatalmának időszakára, vagy esetleg mindkét időszakban keletkeznek élőlények?
Az egyik első Empedoklész-kommentátornak, Arisztotelésznek a feljegyzései inkább arra utalnak, hogy az empedoklészi műben csak növekvő Szeretet korszakában alakulhatnak ki élőlények. Ennek ellenére Arisztotelész a Viszályt is produktív erőnek tekintette, ugyanis a következő állítást tette: „Ha a viszály nem lenne benne a dolgokban, akkor minden együtt volna, mint ő mondja [ti. Empedoklész]. Mikor ugyanis a dolgok egybetömörülnek, akkor „a viszály kívül helyezkedik el.” Ebből aztán az következik nála, hogy a legboldogabb isten kevesebbet tud, mint más, mert nem ismer minden elemet. Hiszen nincsen benne gyűlölet; márpedig csak hasonló ismer meg hasonlót. De hasonló gondolatot találunk egy másik arisztotelészi műben is: „Tehát inkább a viszály az oka a természetnek megfelelően történő mozgásnak, mintsem a szeretet. Úgyhogy átfogó értelembe véve is inkább a szeretet lehet az, ami szemben áll a természettel.”
Szimplikiosz (kb. 490–560) – akiről úgy tudni, hogy kezében tartotta Empedoklész teljes A természetről című művét – a Viszály növekvő idejére tette az élőlények keletkezését: „… a Viszály ismét szétválasztja az őselemeket és ilyenné teszi a világot [ti. amilyen a mi világunk].”[3] Ezt az elméletet támasztja alá Aétiosz (i. e. 1–2. század) is, mikor azt mondja: „Empedoklész szerint az élőlények közül legelőször a fák nőttek ki a földből, mielőtt még a nap kivált volna, s mielőtt az éjszaka elkülönült volna a nappaltól…”[4] A „kivált” és az „elkülönült” szavak mindenképp arra engednek következtetni, hogy ez az esemény a növekvő Viszály korszakában játszódik le. Azonban ugyancsak Aétiosz részletes leírást ad arról is, hogy a Szeretet növekedésének idején hogyan alakultak ki az élőlények.
A fennmaradt empedoklészi töredékekből bizonyosan tudható, hogy a növekvő Szeretet korszakában van zoogónia, ugyanis Empedoklész az élőlények illetve azok egyes szöveteinek kialakulását a Szeretet egységesítő művének tekintette (vö. DK  Emp B 35., DK  Emp B 71., 73., DK  Emp B 75., DK  Emp B 86., DK  Emp B 96., DK  Emp B 98.). A növekvő Szeretet idején a következőképp nyerik el az élőlények a most látható formájukat: először az elemek mindenféle szervekké, végtagokká állnak össze, majd ezt követően a végtagok és a szervek összekapcsolódnak. Az összekapcsolódás viszont nem tökéletes, és különböző torzszülöttek jönnek létre: emberfejű tehenek és tehénfejű emberek, sok végtagú élőlények stb. Ebben a fázisban a nemek felismerhetetlenek, még nem differenciálódtak. A nemek kialakulásáról a DK  Emp B 65. és a DK  Emp B 67. töredékekben lehet olvasni: a nemek különbségét a testekre ható hőmérséklet-különbség fogja előidézni (vö. DK  Emp B 67.), ami azt jelenti, hogy a nemek úgy fognak differenciálódni egymástól, hogy inkább meleg vagy hideg környezetben fejlődik ki a magzat.
A hímek és a nőstények kialakulásának okával viszont van egy kis probléma: a DK  Emp B 62. első soraiból azt tudjuk meg, hogy a nemek elkülönülését a kiváló tűz hozta létre. Ugyaninnen tudjuk meg azt is, hogy a földből keletkezett „teljes természetű alakok” fényből és vízből egyaránt részesültek. A fényről tudni (DK  Emp B 27.), hogy a meleggel együtt a tűz egyik tulajdonsága, a víz egyik jelzője pedig a hideg DK  Emp B 21, 5., tehát a „teljes természetű alakok” hideget és meleget egyformán tartalmaztak, ezért voltak egyben férfiak és nők is. A DK  Emp B 65. pedig arról informál, hogy a nőstények a hideggel találkozva alakulnak ki, a DK  Emp B 67. pedig arról, hogy a magzat hímmé válásának feltétele a meleg. Azonban ha a „teljes természetű alakok” mindkét minőséget tartalmazták és a DK  Emp B 65. és a DK  Emp B 67. idézetekből következtetve ez volt a „teljességük” oka, akkor a nemek megjelenése semmiképp nem a növekvő Szeretet, a Szféra fele tartó úton jön létre. Itt ugyanis szétválás történt, mégpedig a hideg-meleg ellentétpárok szétválása, ami a növekvő Viszály korszakát jelenti.
A választ a fenti kérdésre Arisztotelész adja meg, aki amikor Empedoklésznál kozmológiájában mozgás okait kereste, a következőket mondta a tűz viselkedéséről: „Mert jóllehet a viszály választ szét, de az aithér mégsem a viszály hatására mozdul fölfele, hanem Empedoklész olykor azt mondja, hogy véletlenségből („mivel futásban valamikor egyszer így találkozott össze velük, gyakran azonban másként”).”

## A reinkarnáció ciklusa

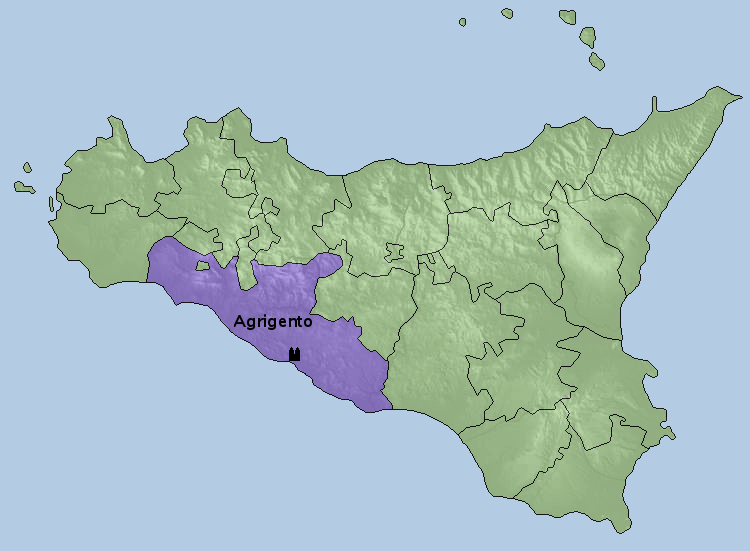
Akragasz elhelyezkedése

Míg Empedoklész A természetről című művében az anyagi világ ciklikus kozmológiáját tárgyalja, addig a Tisztulásokban a szellemi világ, a lelkek vándorlásáról lehet olvasni. Míg az első tanköltemény leszögezi, hogy a világban minden a négy elemből, tűzből, vízből, levegőből és földből épül fel, melyeket a két nagy kozmikus erő, a Szeretet és a Viszály mozgat a Tisztulások, túllépve az első mű kizárólag az anyagi világgal foglalkozó mivoltán, és egy olyan világról is említést tesz, ahol a halhatatlan istenek teljes boldogságban élnek (DK  Emp B 115.).
Az istenek világa azonban nem teljesen áthatolhatatlan a Viszály számára, s amikor sikerül valahogyan beférkőznie és bűnre csábítja a daimónokat, akik ha engednek a csábításnak, súlyos büntetésben lesz részük. Empedoklész magát is egy ilyen vétkes daimónnak tartotta, aki éppen büntetését tölti itt a földön, és „őrjöngő” Gyűlölet szeszélyeinek van kitéve. Vétke, mint ahogyan a DK  Emp B 139. töredékből kiderül, a húsevés (gyilkosság) volt.
A húsevés tilalmának okaira a választ a DK  Emp B 177., a DK  Emp B 136. és a DK  Emp B 137. töredékekben olvashatjuk. Ezek szerint egy élőlény – akár növény, szárazföldi vagy vízi állat, vagy ember – a halála után, újjászületik egy új testben. Így fordulhat elő az, hogy aki húst eszik, az éppen saját anyját, apját vagy valamelyik más rokonát, társát eszi meg. A növények közül azonban csak a babérlevél és a bab evése tiltott – legalábbis a fennmaradt töredékekben csak erről a kettőről lehet olvasni. A bab tiltása nagy valószínűséggel a püthagoreus hatás egyik következménye, ugyanis más gondolkodóknál vagy vallási kultuszokban nem lelhető fel ez a tilalom. A babérlevél tiltásának valószínűsíthető eredete a görög mitológiából ismert Daphné története. De ugyancsak tiltották a hús fogyasztását, valamit áldozati célokra való felhasználását az orphikusok és a püthagóreusok is.
A természetről műben olvasható DK  Emp B 15. fragmentum és a Tisztulásokban leírt reinkarnáció ellentmond egymásnak. Ez két dolgot jelenthet: először is azt, hogy egyszerűen megváltozhatott Empedoklész világnézete a két mű keletkezése közötti időben. De jelentheti azt is, hogy kétféle élőlényekről beszélhetünk: a halandókká összeállt elemekről (akik Tükhé akaratából eszmélnek) és a bukott, hús köpenybe burkolt daimónokról. Azt mindenképp biztosra tudhatjuk, hogy Empedoklész, saját magát ez utóbbiak közé sorolta, ugyanis állítása szerint ő egyike a büntetését töltő daimónoknak, akit a többi isten a földre száműzött. Büntetése pedig az, hogy különböző testekben újjászületve, „háromszor tízezer ciklusig (óraszt) kóboroljon távol a boldogoktól” (DK  Emp B 115.).
Az inkarnációk sorozata a daimón vétségének a következménye, melynek során egyfajta ranglétrán kell végighaladnia. Ez a gondolat, akárcsak az újjászületés gondolata is, orphikus gyökerekkel rendelkezik, ők ugyanis azt tanították, hogy a test egyfajta börtön, amely őrzi a lelket, míg az meg nem fizeti büntetését. Ezt a folyamatot Empedoklész szinte ugyanazon kifejezésekkel írta le, mint a másik törvényt, amely a Szféra Viszály általi szétszakadását irányította. A daimón a „boldogok” világából száműztetik, onnan, ahol az ókori görög világban ismert istenek közül csak egyetlen istennek volt hatalma, a szépség és a szerelem istennőjének: Küprisznek (Aphroditének). Kétségkívül Empedoklész Küprisz alatt nem egy antropomorf istenre gondolt, hanem arra az erőre, melyet A természetről költeményében Szeretet néven mutatott be. Ezt támasztja alá az is, hogy Küprisz birodalmának tulajdonságai megegyeznek a korábbi tankölteményben megismert Szeretet teljes uralma alatt tartott Szférával, ahol az elemek egységet alkotnak és teljes nyugalomban vannak. Küprisz világában az ellentétek nem válnak szét, a tankölteményben ugyanis az áll, hogy a daimón az ellentétekkel (Meghasonlás – Harmónia, Szépség – Rútság, Sietség – Késlelkedés) és minden más létezővel – kivéve a Szeretet – a földi világba való érkezésekor találkozik először.
Empedoklész tankölteményében sok helyen követi a görög mítosz eseményeit, sokat merít Hésziodosztól és Homérosztól, amikor a bukott és száműzött daimónokról beszél, amikor önisteníti magát, vagy amikor a daimón földre érkezését írja le. Ez utóbbi esemény leírásánál legfőképp az Odüsszeia alvilág-leírására támaszkodott.

## Ismeretelmélete

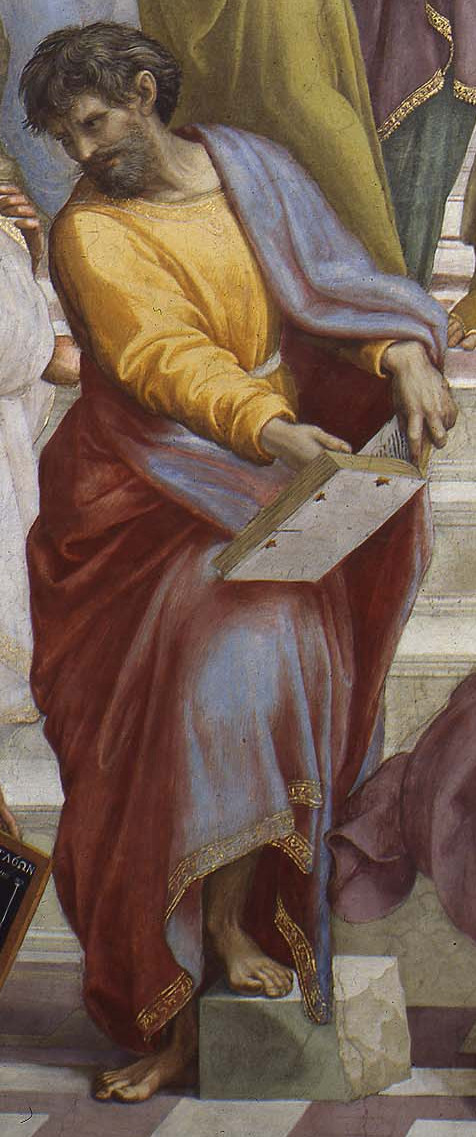
Parmenidész – Raffaello Sanzio festménye (részlet)

Empedoklész metafizikai és a kozmológiai fejtegetéseit a parmenidészi gondolatokban való elmélyülés jellemzi. Az ismeretelméleti kérdésekben azonban nem mindig osztotta a parmenidészi tanítást: abban egyetértett, hogy a „halandó elme” számára az isteni természet megismerhetetlen (DK  Emp B 7.), azonban ő bizonyos szintig hitt az igaz emberi megismerés lehetségességében (DK  Emp B 2.). Mindez pedig csak úgy volt lehetséges, hogy elfogadta az érzéki megismerés lehetségességét, s az igaz megismerést – már ami a földi dolgokat illeti – az érzékek helyes használatától tette függővé. Ezt a megállapítását, amelytől lényegében minden későbbi mondandójának a valószínűsége függött, annyira fontosnak tartotta, hogy már rögtön A természetről című elején leszögezte: az érzékek a gondolkodás „pórusai”, rajtuk keresztül történik a megismerés. Ez a megismerés azonban korlátolt, mivel az érzékszervek élettartalmuk alatt az élet kicsiny részére figyelnek fel (DK  Emp B 2.). Az isteni természet megismerhetősége az emberi érzékszervek segítségével nem lehetséges, így itt visszatér Parmenidész gondolatmenetéhez, és osztozik azon a véleményén, hogy az igazság, amit az istenségről egy ember tudhat, azt csakis annak kinyilatkoztatásából tudhatja: „Boldog, aki isteni gondolatokból szerzett gazdagságot…” (DK  Emp B 132, 1.).
Az empedoklészi érzékeléstan fontosságára és terjedelmére következtethetünk Theophrasztosz feljegyzéseiből is. Míg Anaxagoraszt és Hérakleitoszt épp csak, hogy megemlíti, Parmenidész és Platón érzékeléselméletét, semmilyen hozzáfűzés, megjegyzés nélkül, csak két-két fejezetben mutatja be, addig Empedoklésszal tizenhét fejezet foglalkozik (7–24). Az Empedoklészra szánt részek közül az első négy fejezet a filozófus tanait ismerteti, a többi Theophrasztosz kommentárjait és cáfolatait tartalmazzák.

### Az érzékelés és a megismerés folyamata
Empedoklész érzékeléstanában két alapfogalommal van dolgunk: a pórusokkal (poroi) és a kiáramlásokkal (apporhoai). A pórusok minden testet beborítanak, élőket és életteleneket egyaránt. Rajtuk keresztül áramlik be a testbe a többi testből származó kiáramlás, ugyanis mint a DK  Emp B 89. fragmentumból megtudjuk, minden létrejött dolognak kiáramlásai vannak. Empedoklész pórusai – az atomisták által feltételezett pórusokkal ellentétben – nem üres csatornák, hanem laza összetételű anyagok, melyek a négy gyökérnek megfelelően minősülnek: a vízrészecskék csak a vízpórusokon keresztül képesek behatolni a testbe, a tűzrészecskék a tűzpórusokon, a föld a földpórusokon, a levegő pedig a levegőpórusokon. Ez a pórusokon keresztül a testbe jutó beáramlás a megismerés és az érzékelés.
Miképp is magyarázta Empedoklész az érzékelés létrejöttét, legjobban a látáselméletéből érthető meg. Ezt az elméletét fontosnak tarthatták az ókorban, ugyanis Arisztotelész, Theophrasztosz és Aétiosz is foglalkoztak vele, s így hosszabb idézeteket, leírásokat mentettek át az utókor számára. A legrészletesebb leírást Theophrasztosz adja:
| „                                                          | Megpróbálja a látószervről is elmondani, milyen az. Azt mondja, belsejében tűz van, körülötte föld és levegő, amelyeken keresztül a tűz könnyűségénél fogva úgy jön át, mint a lanternákon a fény. A pórusok felváltva tűzből és vízből állnak, közülük a tűzből valók a fehéreket, a vízből valók a feketéket ismerik föl. Mindegyik szín ugyanis a megfelelő pórusokhoz illeszkedik. A színek a szemhez kiáramlás révén jutnak el. | ” |
| – Theophrasztosz: Az érzékekről I. 7; részlet. (Emp. A 28) | |   |

Ezek szerint a látás az empedoklészi kikötéseket figyelembe véve csak úgy jöhet létre, ha kívülről áramlanak be a dolgok a pórusokat tartalmazó szembe, úgyhogy a szem mintegy bekebelezi a dolgokat, amit „néz”, nem pedig letapogatja, vagy tükrözi azokat. Egyfajta egyesülés történik itt is, pontosan olyan, mint amilyenen a Viszály által szétválasztott elemek a növekvő Szeretet korszakában végbemennek. Ugyanis kétféle egyesülés történik Empedoklész kozmoszában: az egyiket a Szeretet ereje hozza létre, a másikat a hasonló a hasonlóhoz elve. A látás ez utóbbi szerint történik: a szembe, a neki megfelelő pórusokon, a látott tárgyról tűz, víz, levegő és föld áramlik be. Miképp alakul ki a szemben a látott tárgy képe, az rejtély marad, csupán annyit tudunk meg – ugyancsak Theophrasztosz közlésében –, hogy az intraokuláris tűz mennyisége, valamint a szemben elfoglalt helyzete határozza meg a látás élességét és azt is, hogy fényben, vagy sötétben látnak-e jobban az élőlények. Azok az élőlények, melyeknek szemében kevesebb tűz és több víz van, azok nappal látnak jobban, hiszen gondoljunk csak a korábban felvázolt elemek tulajdonságaira: a tűz fényes, a víz pedig sötét, a nappal fényessége miatt több tűz hatol a szembe, és ha a szem több tűz pórust tartalmaz, akkor, ahogyan Theophrasztosz mondja, a vizet a tűz keríti hatalmába. Ugyanez történik azokkal az élőlényekkel, melyeknek a szemében a víz van nagyobb mennyiségben: ők éjszaka látnak jobban.
Ugyancsak a kiáramlások és a pórusok felelősek a tapintásért és a szaglásért is. Itt is a hasonlóság dönti el, hogy kellemesnek vagy kellemetlennek érzünk egy dolgot: kellemes érzetet azok a dolgok keltenek, melyek mind részei, mind keveréke szerint hasonló az érzékszervhez.

#### Kétféle megismerés létezik: egy isteni és egy emberi
A két fennmaradt empedoklészi töredékben két különböző Empedoklész szólal meg. Az időben a Tisztulásoktól hamarabb keletkezett. A természetről című műből a halandó ember szól tanítványához (Pauszaniészhoz), aki az igaz tudást egy meg nem nevezett múzsától kapta. Ebben a műben olvasható az érzékszervek helyes használatáról valamint azok működéséről is, de semmi többről, mint amennyit halandó elme felfoghat. A két mű keletkezése közötti időben Empedoklész valamilyen új tannal ismerkedhetett meg (nagy valószínűséggel püthagoreussal), sőt az sem kizárt, hogy egy beavatáson is keresztül keresztülesett, ami hatására új elemekkel gazdagította világszemléletét. Így a Tisztulások túllép A természetről mű szigorú materializmusán és püthagoreus, vagy egy ahhoz közel álló misztériumvallás hitvilágával szövődik át. Átváltozását Empedoklész maga mondja el művének első soraiban, ahol arról tájékoztat, hogy a korábbi ember helyett most az isten Empedoklész tért vissza a városba. Nem maradnak el az olyan csodás tettek említései sem, amelyeket csak egy isten, vagy isteni erővel rendelkező képes csak véghez vinni: számos kísérő élén, bíborpalástban, ércsarukkal, megkoszorúzva és szalaggal átkötött fejjel megjelenő Empedoklész szeleket szelídít, halott lányt támaszt fel, betegségeket gyógyít és jóslatokat mond.
Jelentős eltérés A természetről és a Tisztulások mű között az is, hogy Empedoklész a Tisztulásokban átveszi az első költeményéből ismert múzsa szerepét, és mivel isteni természetéből adódóan lehetősége nyílt az igazság és az emberek által ismeretlen világ megismerésére, ő mond el a halandóknak tanítást és tanácsokat.

## Magyarul
- Parmenidész, Empedoklész: Töredékek; ford., jegyz., tan. Steiger Kornél; Gondolat, Bp., 1985